# En tu cruz me clavaste
«En tu cruz me clavaste» es el sexto sencillo de la cantante Chenoa y primero de su tercer álbum, segundo de estudio, Soy mujer. El sencillo consiguió ser número 1 tanto en España como en Venezuela, una prueba de éxito que el tema cosechó fueron las 55 000 copias que se vendieron en solo la primera semana del lanzamiento del álbum en España y, a posteriori, Chenoa llegaría a las 220 000 con los sencillos subguientes y sus giras promocionales y de conciertos. Además Chenoa conseguiría con este sencillo su primer hit en Latinoamérica ya que la canción tuvo tal éxito que se usó como tema principal de la exitosa telenovela Estrambótica Anastasia.

## Repercusión
| Canción                  | Pos.España | Pos.Venezuela |
| 1.En tu cruz me clavaste | #1         | #1            |
| ------------------------ | ---------- | ------------- |

## Videoclip
El videoclip, que fue rodado en la Mezquita de Córdoba, es muy original y posee el premio de mejor videoclip de la década por los 40tv, su argumento se basa en un videojuego donde el rapero Carlos Calves (que interpreta un pequeño rap en la canción) controla a Chenoa con un mando de videoconsolas y esta intenta rebelarse. La trama es metafórica con respecto a la letra de la canción.